# Passo di Sankt Anton
Sankt Anton (abbreviato in St. Anton) è un passo in Svizzera che collega Oberegg, comune del Canton Appenzello Interno, con il Canton San Gallo. Scollina a un'altitudine di 1 110 m s.l.m.

## Altri progetti

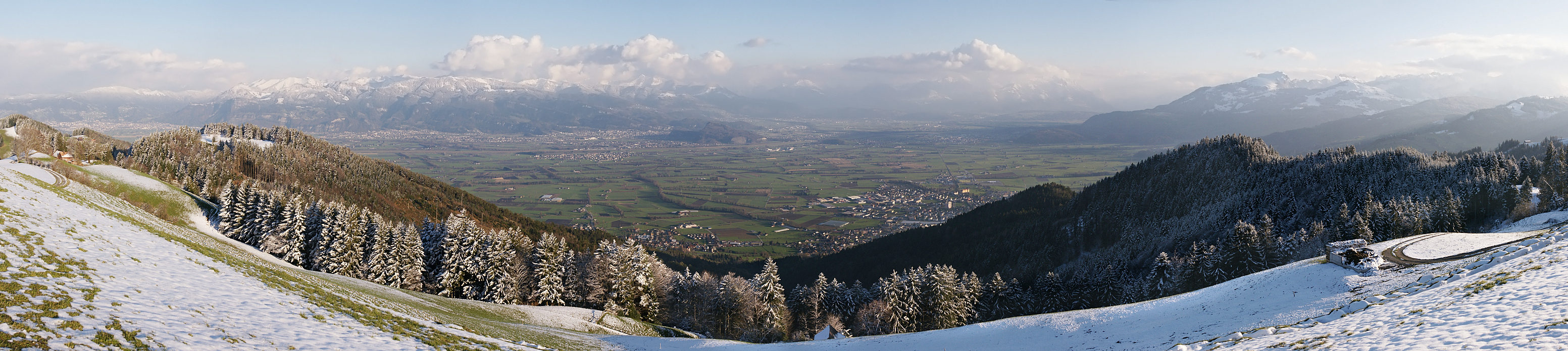
Vista sulla valle del Reno e il confine Svizzera - Austria